# Sopapo
Sopapo é um tipo de tambor e um instrumento típico da cultura afro-gaúcha, feito originalmente com troncos de árvore e couro de cavalo. Alguns de seus primeiros registros indicam que foram os negros escravizados que trabalhavam nas charqueadas, na região de Pelotas, que criaram o sopapo. Um dos primeiros registros históricos no Rio Grande do Sul datam seu uso desde 1826. Porém há registros anteriores no Uruguai e Argentina com o nome de sopipa, tambor de timbre grave e que fazia parte das cuerdas ancestrais de candombe. O mais autêntico e antigo tambor do estado do Rio Grande do Sul foi peça importante no carnaval de Pelotas e na Praiana, primeira escola de samba de Porto Alegre, conferindo sonoridade própria ao samba gaúcho, distinguindo-o assim do samba feito no Rio de Janeiro.
O sopapo esteve em vias de extinção no fim dos anos 90. Sua revitalização se deu pelo trabalho de artistas como Giba-Giba, Bataclã FC e Serrote Preto, Mestre Baptista, Dona Maria e José Batista. A história do tambor é bem retratada no documentário O Grande Tambor, patrocinado pelo Instituto do Patrimônio Histórico Artístico Nacional. Além de Pelotas e Rio Grande, o sopapo se faz presente na cena musical porto-alegrense, através de artistas como Richard Serraria, Lucas Kinoshita, Edu Nascimento, Alabê Ôni e Nina Fola. Por ser um tambor nascido no Rio Grande do Sul, e possuir alguns registros históricos de sua ocorrência no Uruguai e Argentina, o sopapo tornou-se um símbolo da valorização da identidade negra no Rio Grande do Sul. O instrumento também foi utilizado para simbolizar as conexões com os países vizinhos, contribuindo para a chamada recomposição territorial da cultura platina.